# Lembersko
Krajinná památková zóna Lembersko byla vyhlášena Ministerstvem kultury České republiky podle vyhlášky č. 208/1996 v roce 1996. Se svojí rozlohou 353 ha je jednou z nejmenších krajinných památkových zón v České republice. Z větší části leží na katastru Lvové, která je místní částí města Jablonné v Podještědí v okrese Liberec v Libereckém kraji. V době vyhlášení bylo toto území součástí okresu Česká Lípa, k územní změně hranic uvedených okresů došlo s platností od 1. ledna 2007.

## Geografická poloha
Lembersko leží na území Zákupské pahorkatiny v nadmořské výšce 330–412 metrů, zhruba 4 km vzdušnou čarou jižně od hranic chráněné krajinné oblasti Lužické hory. Představuje zvlněnou podhorskou krajinu, která na severu přechází v Lužický hřbet. Krajinná památková zóna zahrnuje bývalý lemberský zámecký park a přilehlé okolí mezi osadami Lvová, Kunová, Zpěvná, Markvartice a Kněžičky severovýchodně od Jablonného v Podještědí. Přirozenou osu krajinné památkové zóny tvoří Panenský potok, na němž jsou rybníky Dvorní, Pivovarský a Markvartický.

## Předmět ochrany
V případě historické kulturní krajiny Lemberska je za prvořadý považován její duchovní význam, který je spojen s místním působením a odkazem svaté Zdislavy. Zdejší krajina, spojená s životem Zdislavy z Lemberka, bývala poutním místem již od druhé poloviny 13. století, tedy po sedm století před jejím svatořečením. Důležitým prvkem zdejší památkové zóny je však i její charakter komponované krajiny, konkrétně v prostoru kolem zámku Lemberka a Bredovského letohrádku.

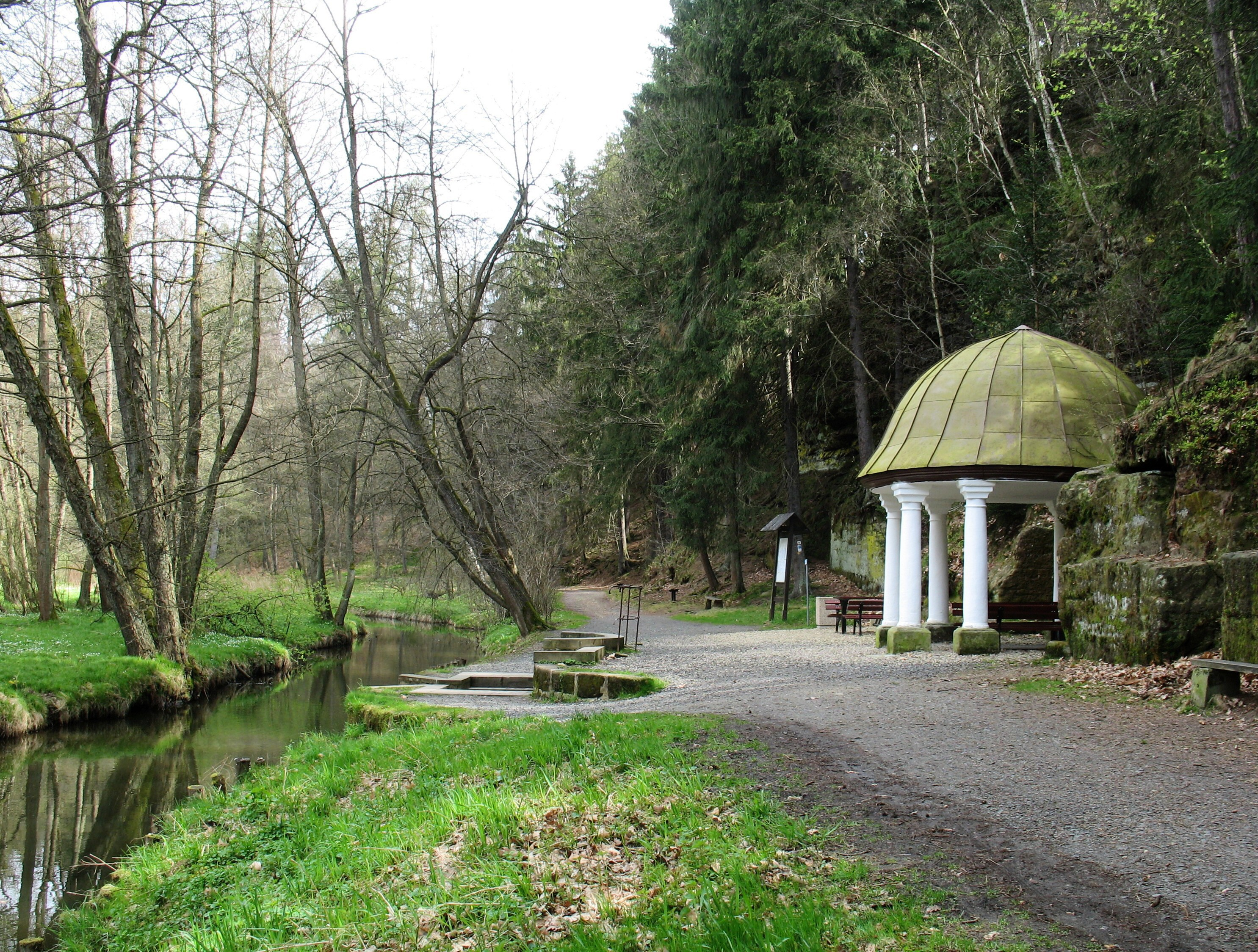
Zdislavina studánka a empírový gloriet v údolí Panenského potoka

Kromě zámku, který vznikl přestavbou někdejšího středověkého hradu Markvarticů, a Bredovského letohrádku s barokní zahradou, je na tomto území celá řada dalších světských i sakrálních staveb. Některé objekty, jako například hospodářský dvůr nebo pivovar, z něhož zůstaly jen polozřícené sklepy, zanikly v průběhu 20. století, mnohé jiné se však dochovaly, ať už v lepším či horším stavu.
Zachovalý je Palmův dvůr a bývalý mlýn u Markvartického rybníka, hrázděné domky v podzámčí Lemberka a některé další objekty, jako například šatlava z roku 1735 nebo bývalá pivovarská hospoda. Udržovaná je i tzv. Zdislavina studánka s empírovým glorietem z roku 1862. Méně zachovalá – na rozdíl od samotného zámečku – je barokní zahrada s třemi poničenými fontánami, pocházejícími z první poloviny 18. století, a vodárenská věž u Bredovského letohrádku.
Od Bredovského zámečku ke studánce vede stará lipová alej, která byla vysazena na místě někdejší křížové cesty. Nedaleko studánky se nachází zanedbaná tzv. Zdislavina kaple (kaple Nejsvětější Trojice), která je podle některých úvah považována za původní místo hrobu Zdislavy z Lemberka, než byly její ostatky přemístěny do chrámu svatého Vavřince v Jablonném. Podle historických údajů se však jednalo o hřbitovní kapli, založenou až koncem 14. století posledním mužským potomkem rodu Markvarticů. Na začátku 19. století byla kaple upravena do podoby poutního místa, souvisejícího s kultem Zdislavy z Lemberka. Dalšími menšími sakrálními památkami v okolí Lemberka jsou Hejtmanská kaple a Kříž mrtvých.

## Fotogalerie

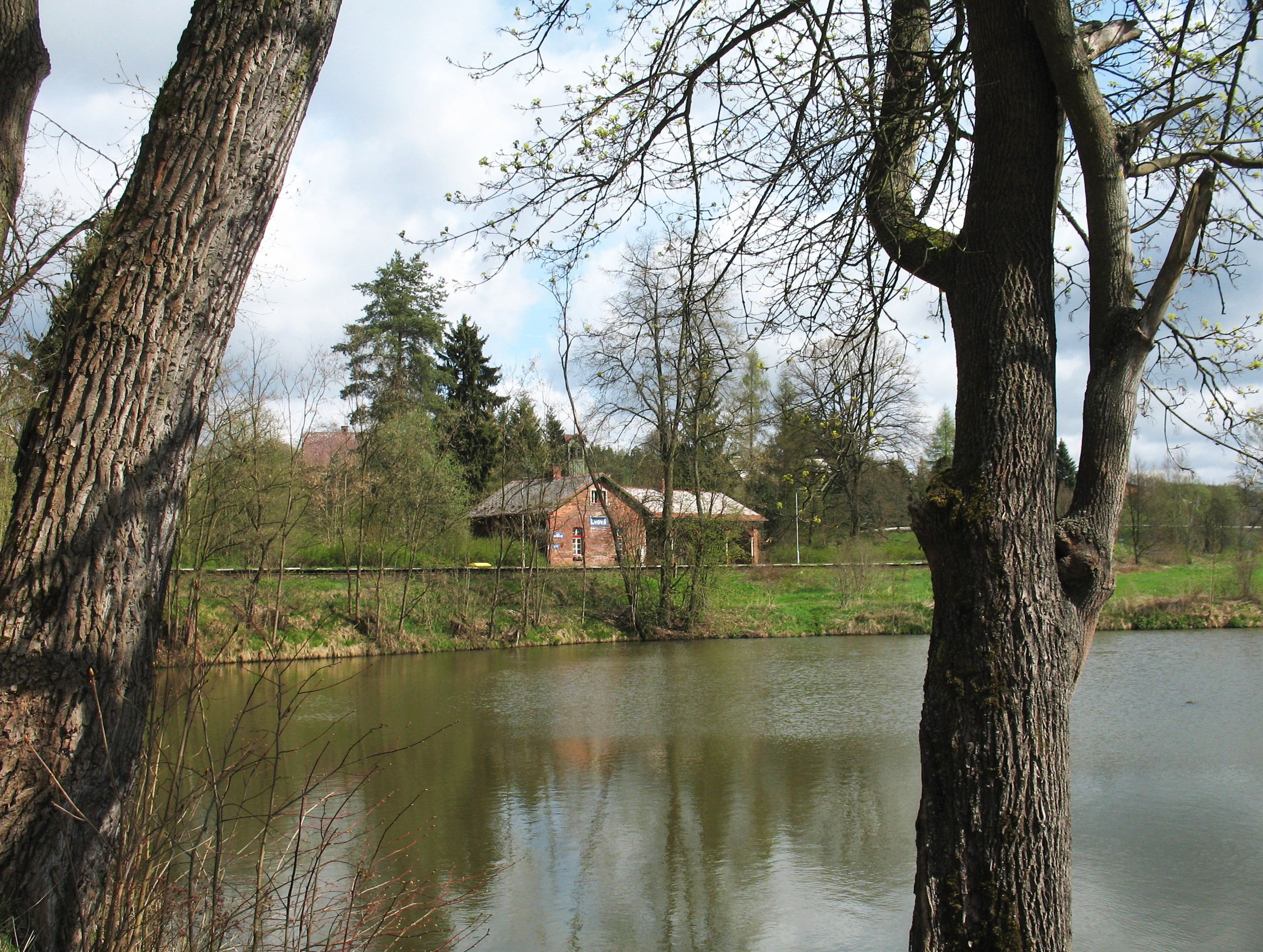
Pohled na nádraží Lvová z hráze Dvorního rybníka
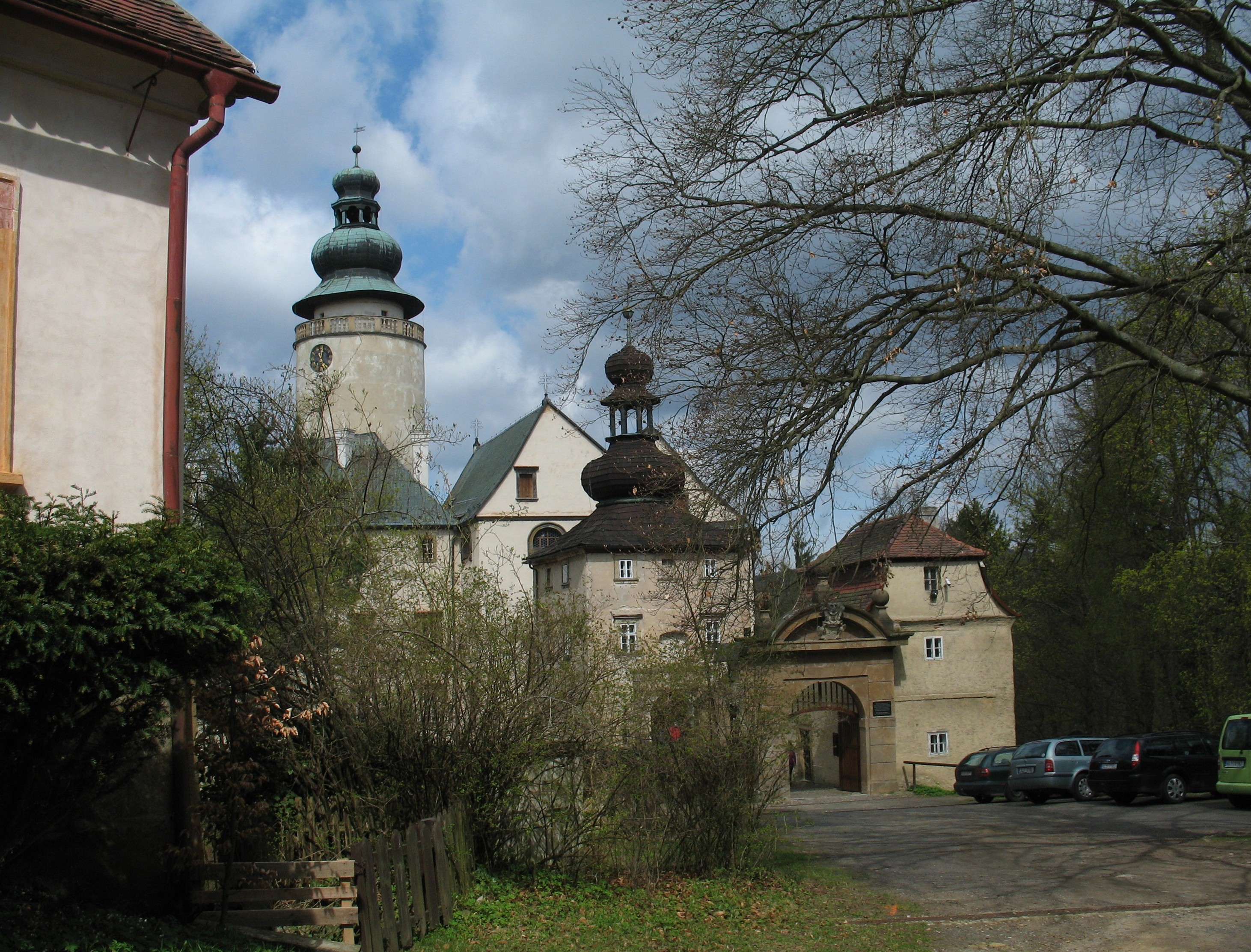
Zámek Lemberk na místě hradu ze 13. století
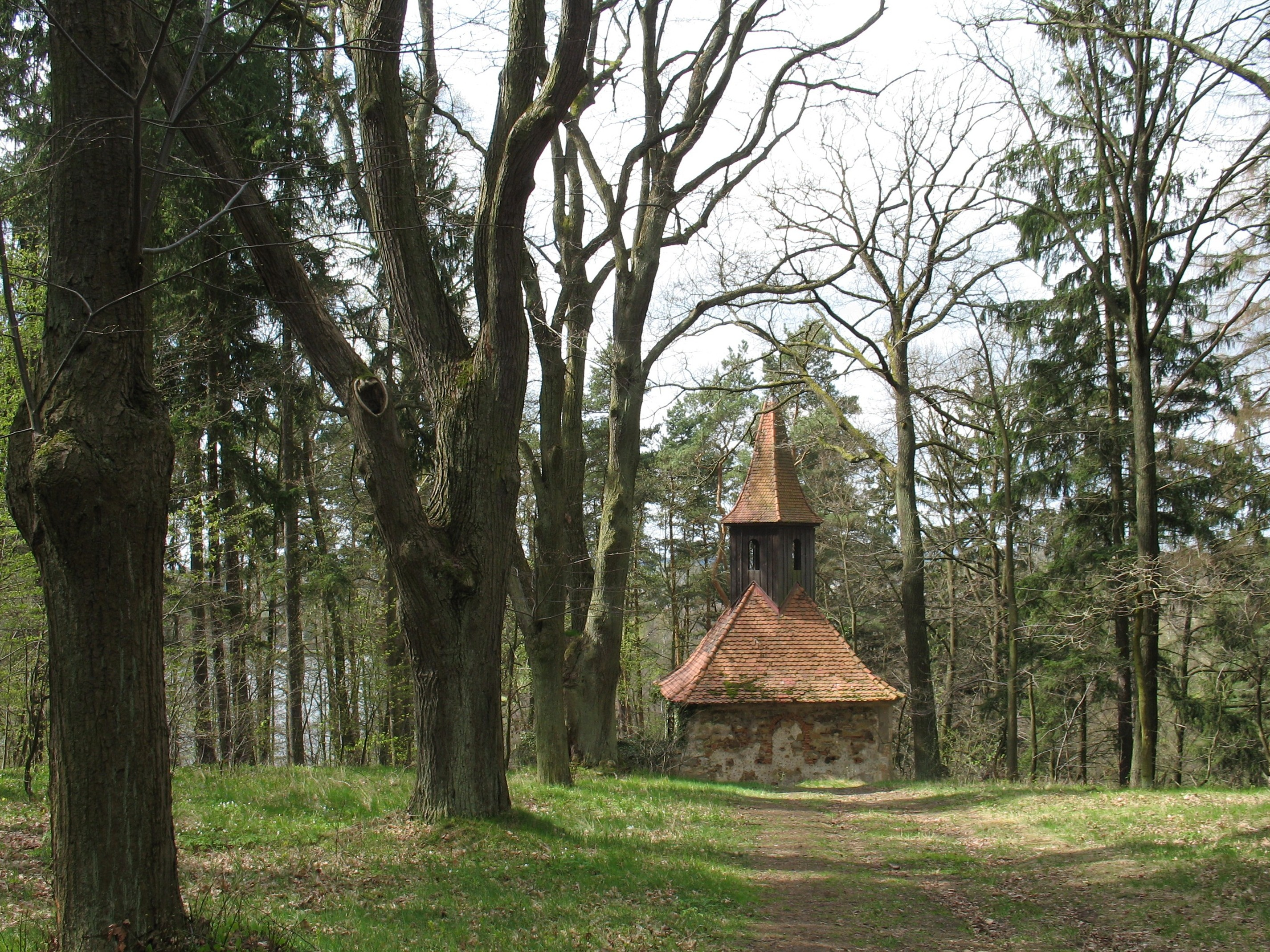
Zdislavina kaple (kaple Nejsvětější trojice)
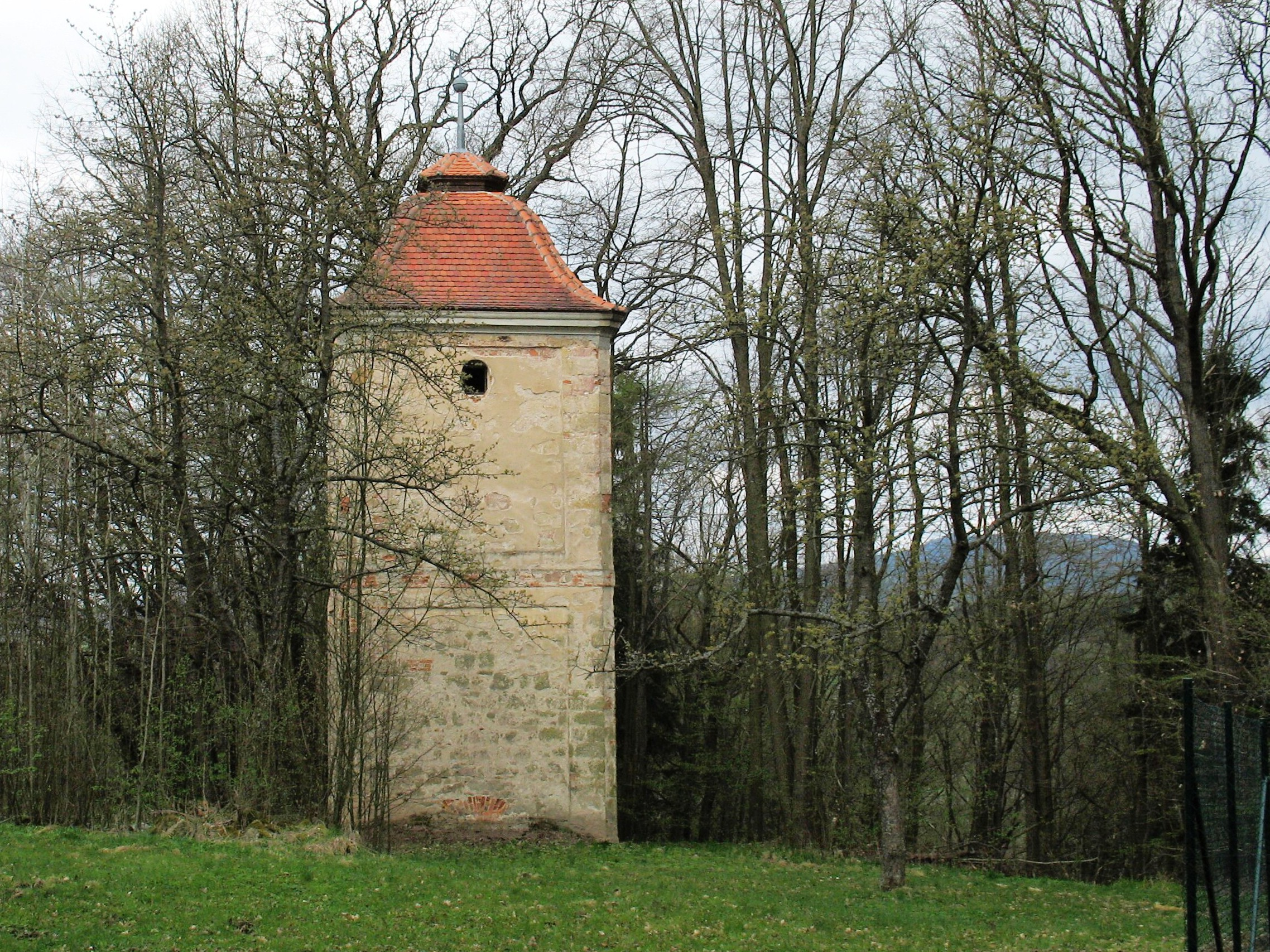
Vodárenská věž z roku 1734 poblíž letohrádku
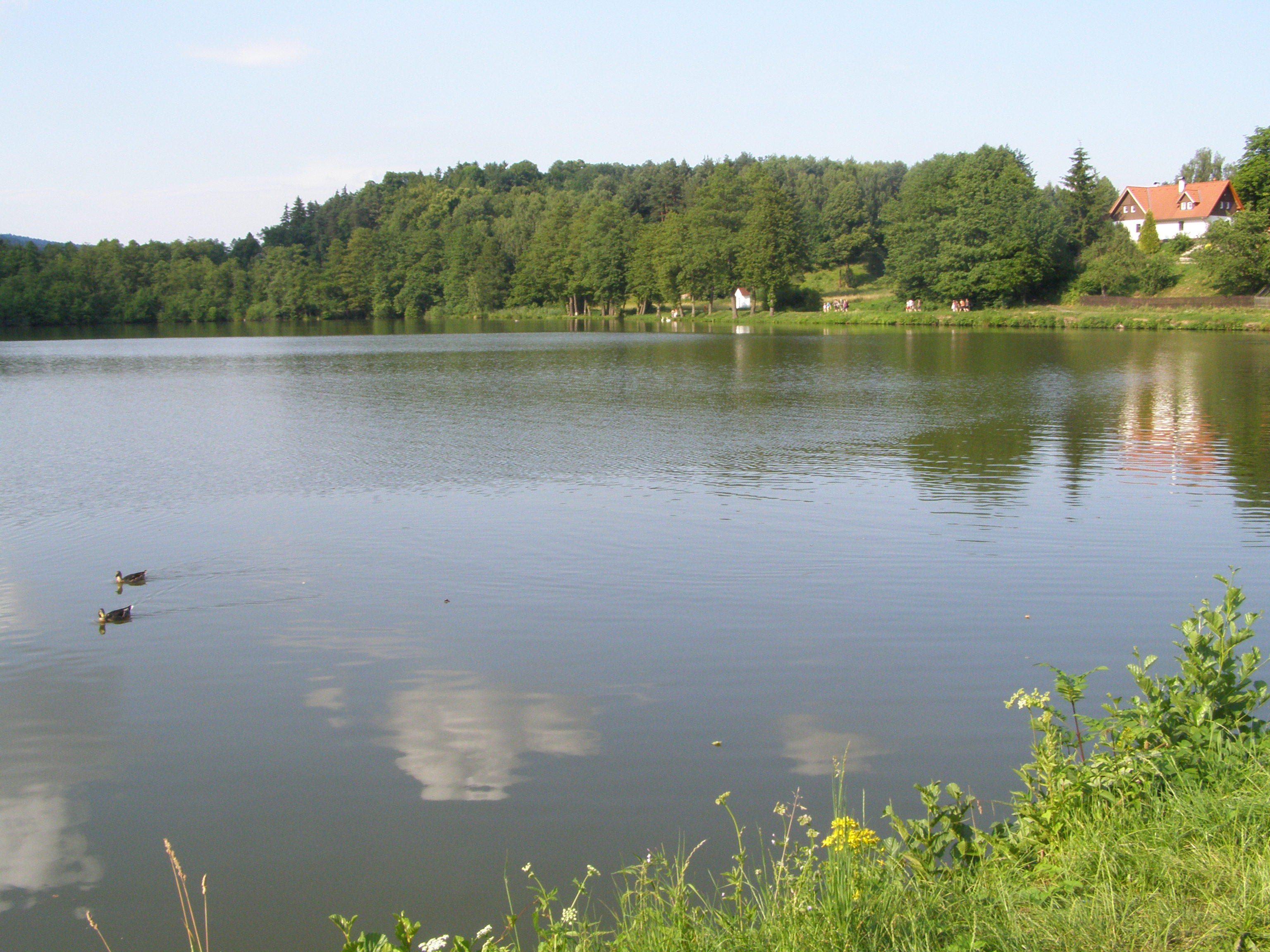
Markvartický rybník u Jablonného v Podještědí
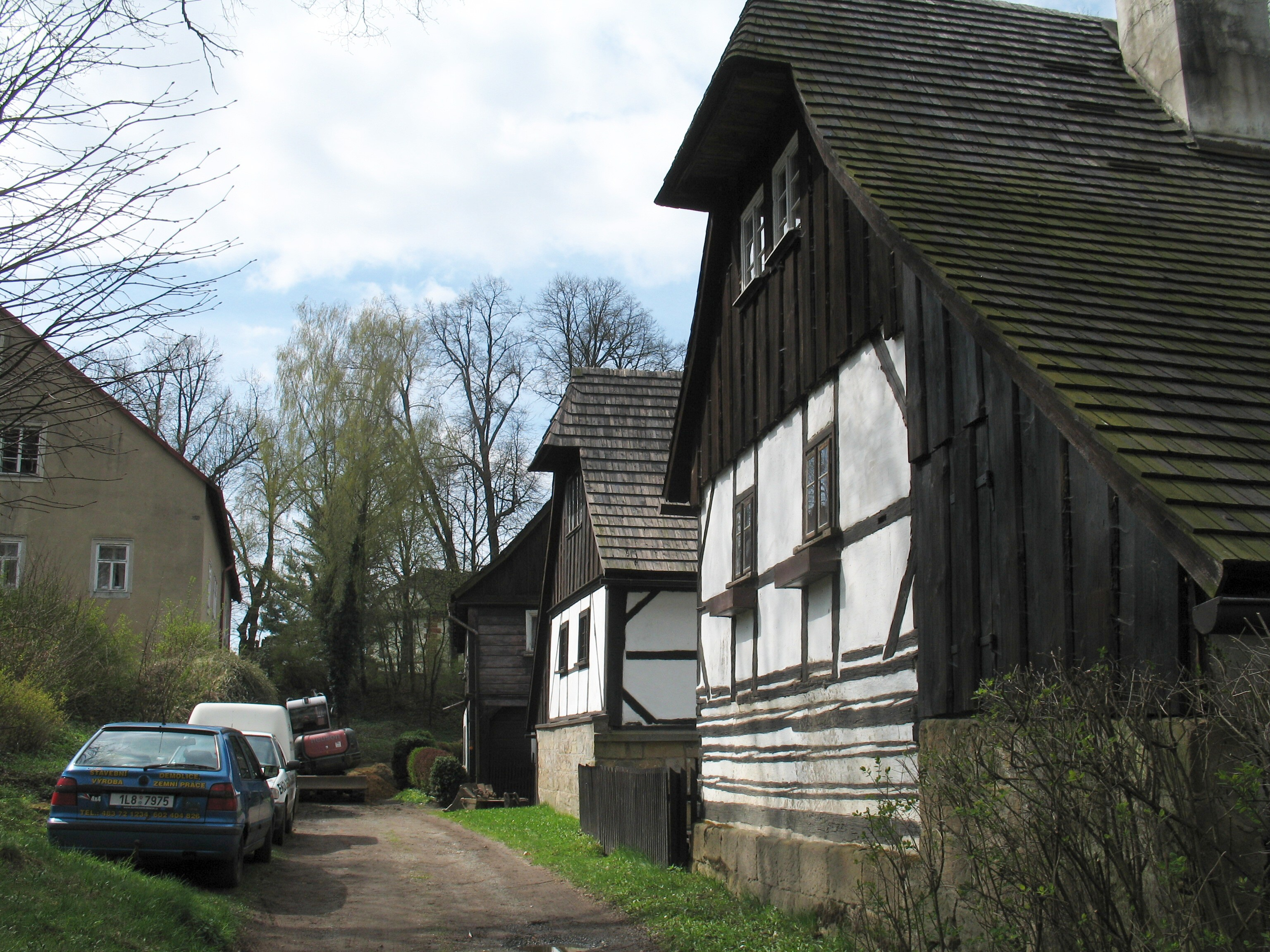
Hrázděné domky nedaleko zámku
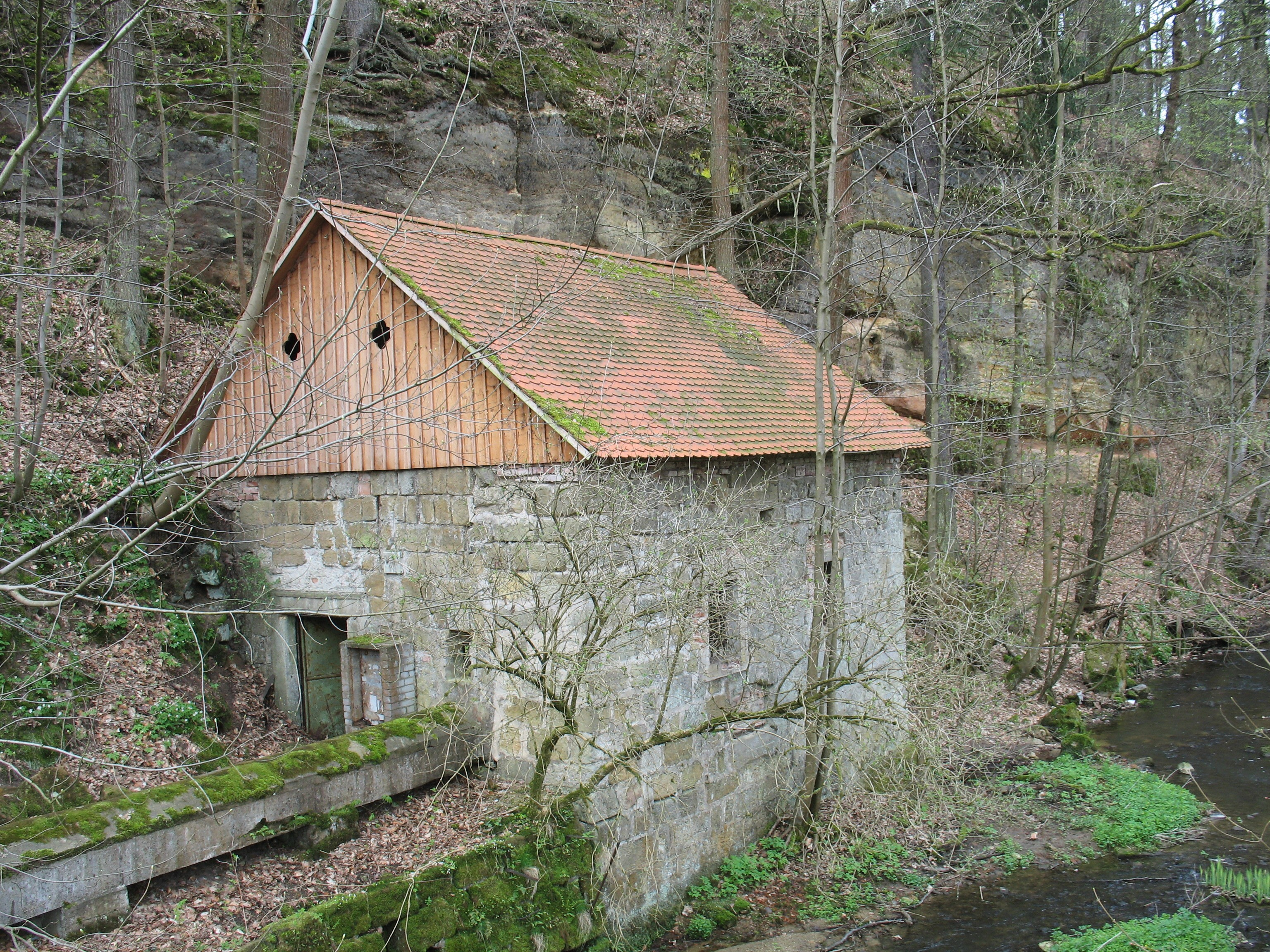
Vodárna z první poloviny 18. století
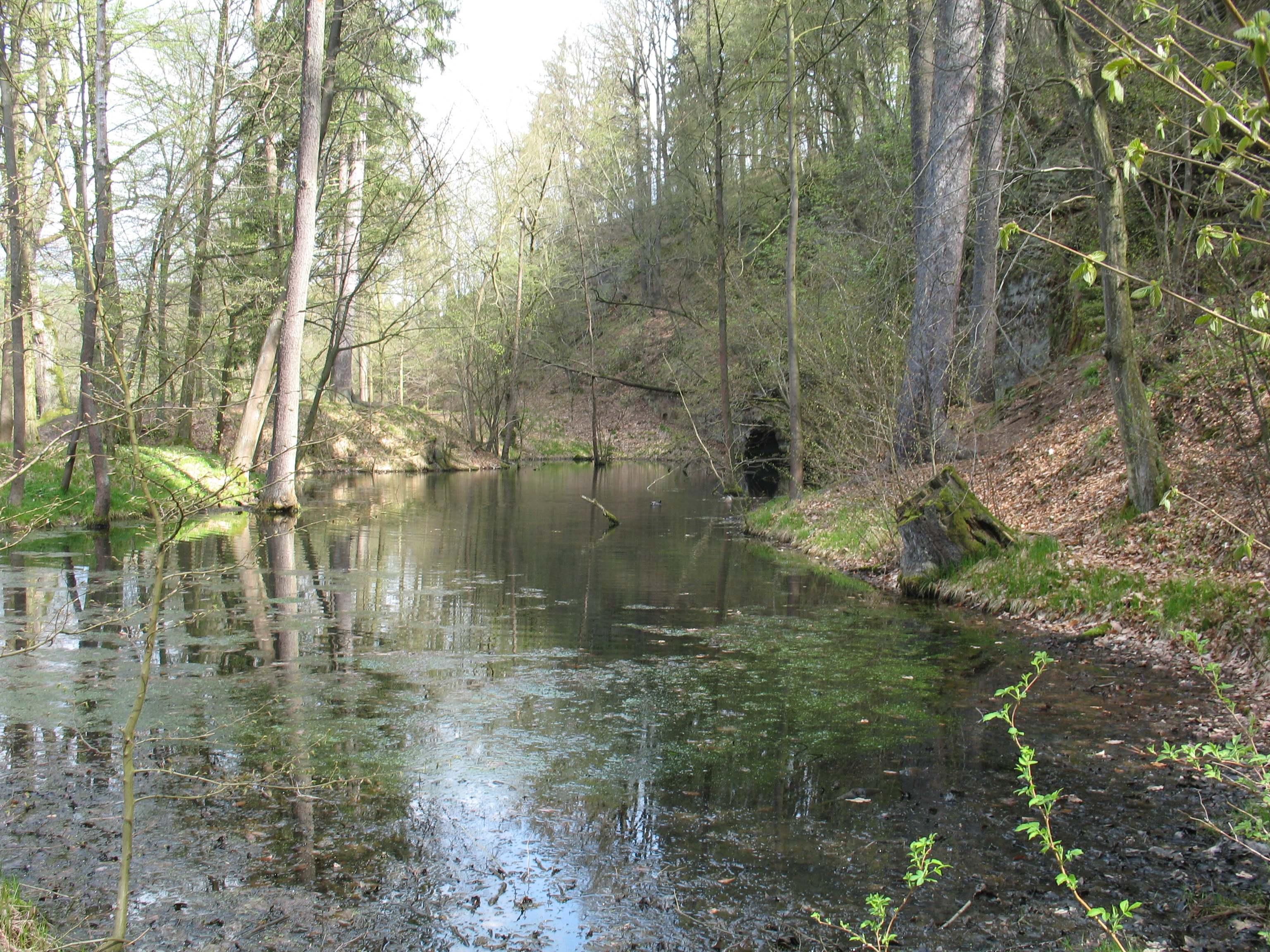
Černá tůň pod Lemberkem
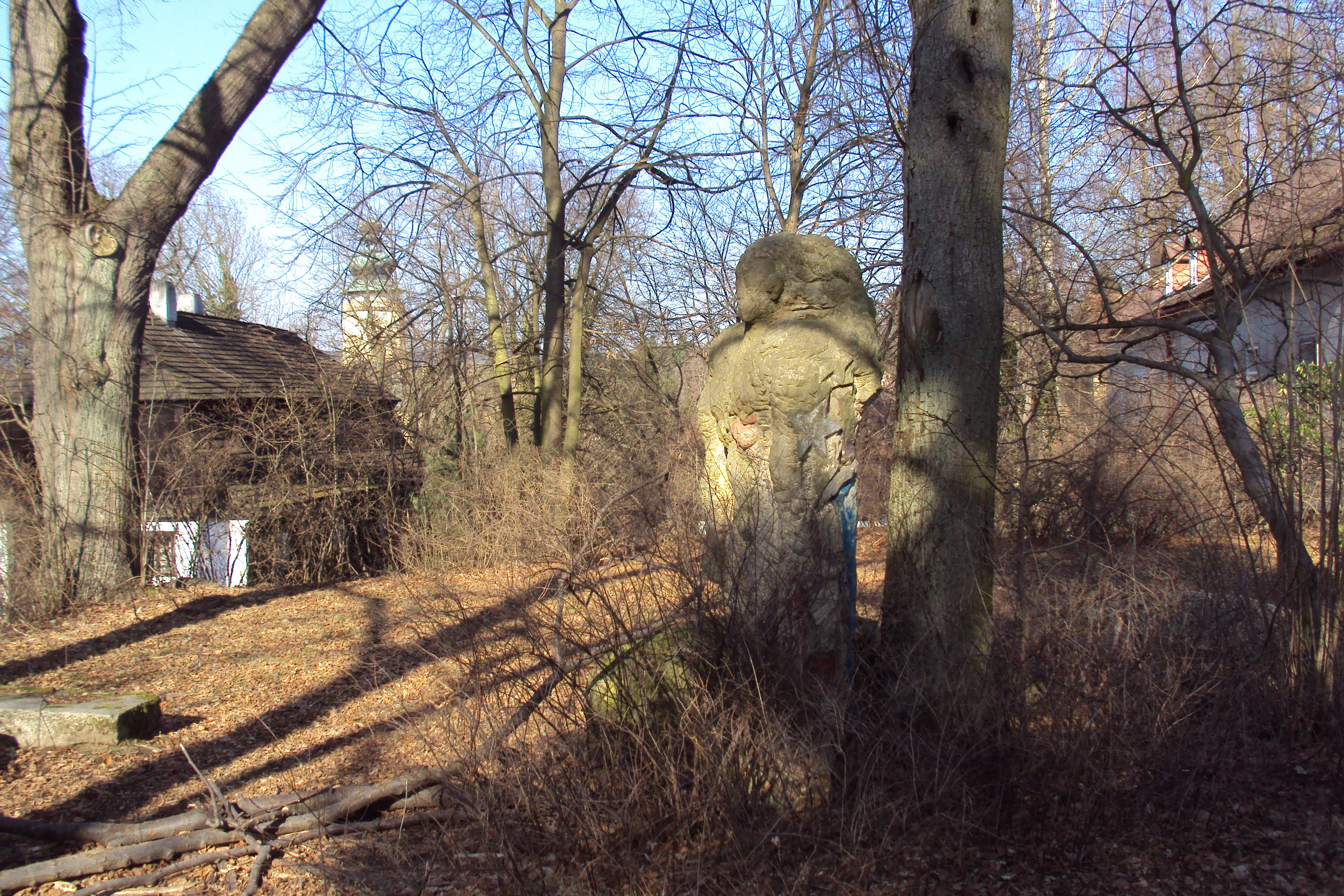
Socha před vchodem do letohrádku
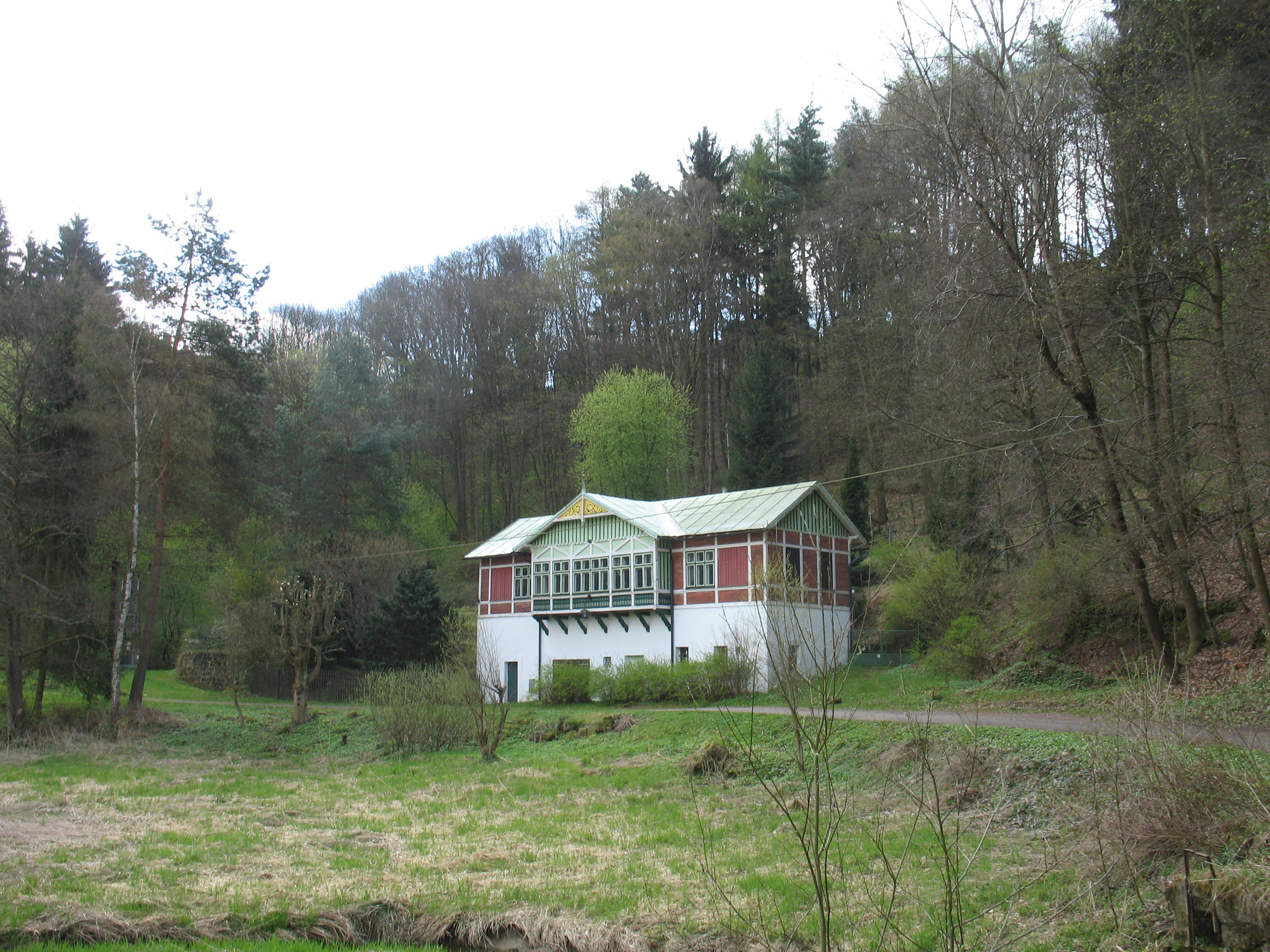
Bývalá restaurace v údolí Panenského potoka
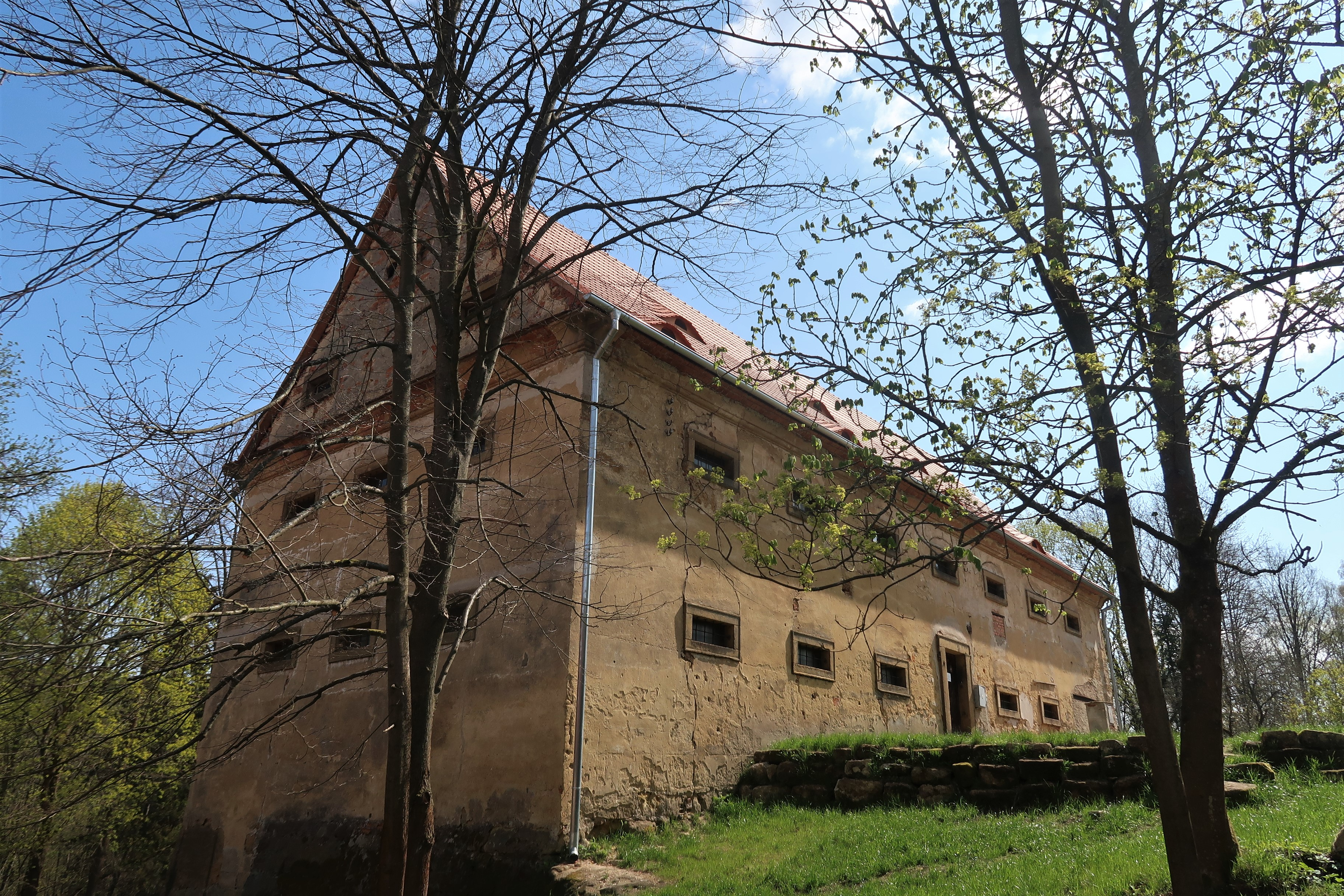
Barokní sýpka u zámku Lemberk
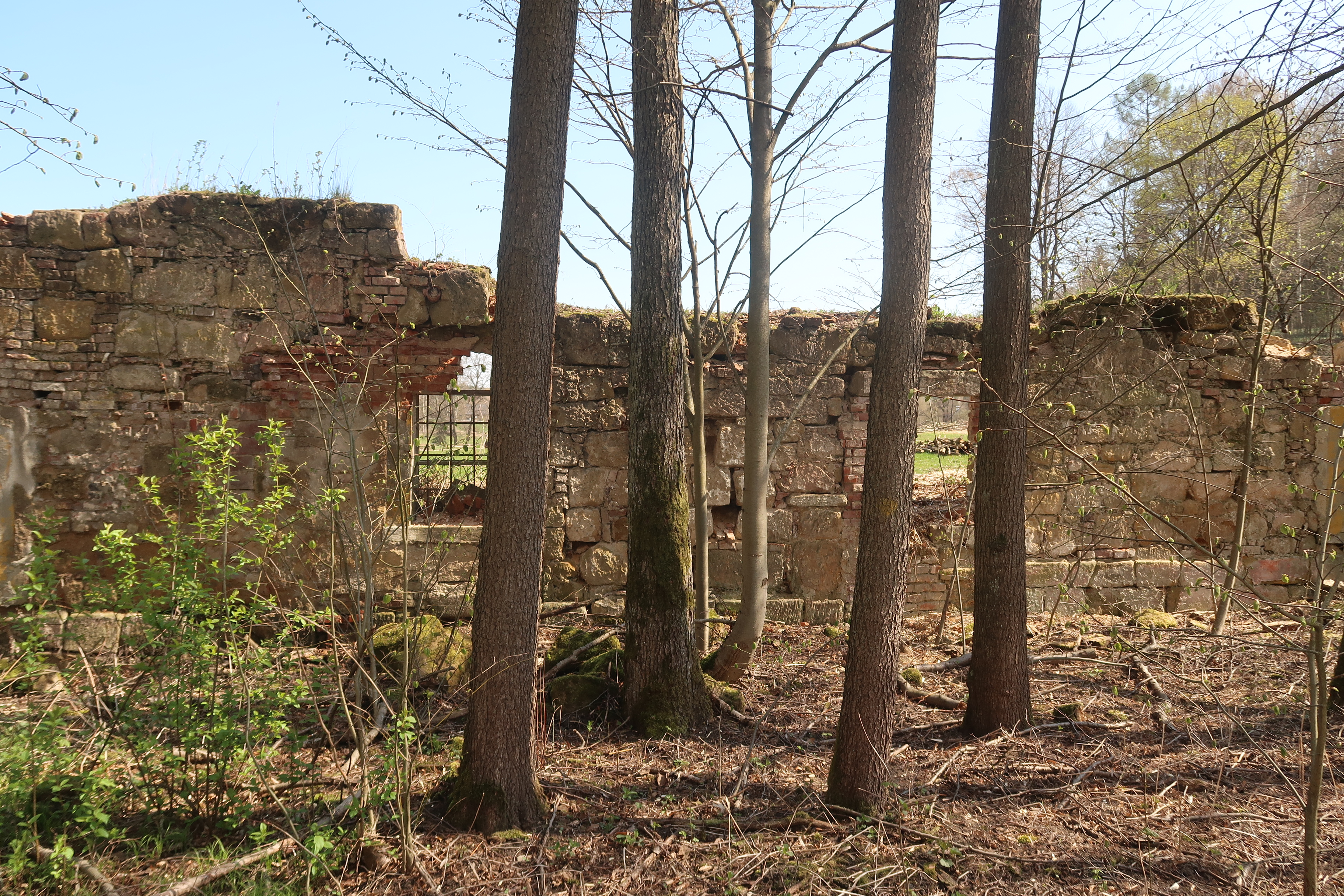
Zřícenina hospodářského dvora pod zámkem Lemberk u Dvorního rybníka
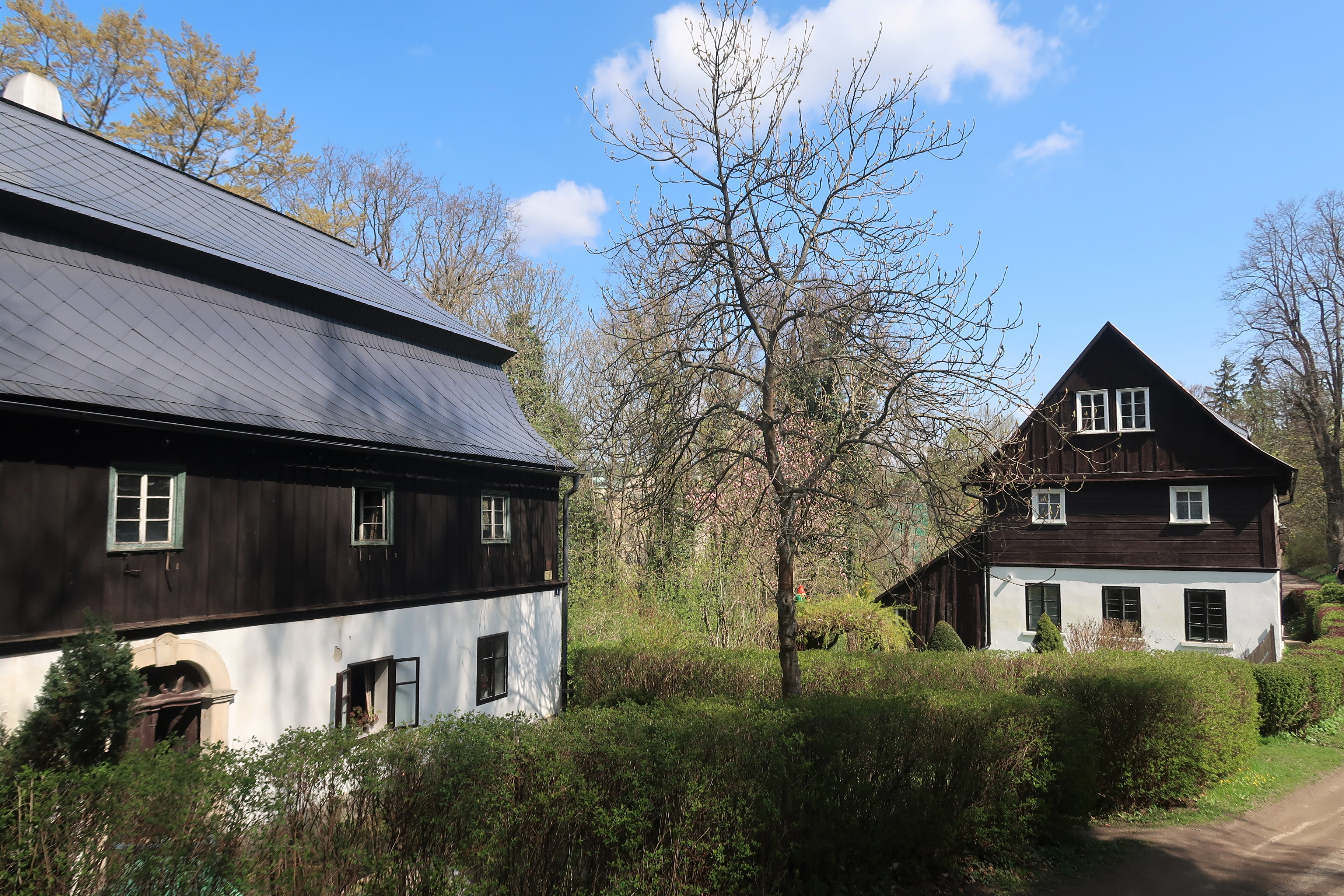
Vrchnostenské domy u zámku Lemberk